# Лугове (Василівський район)
Лугове́ — село в Україні, у Василівській міській громаді Василівського району Запорізької області. Населення становить 492 осіб. До 2020 орган місцевого самоврядування — Лугівська сільська рада.

## Географія
Село Лугове розташоване в балці Криничувате по якій протікає пересихаючий струмок, на відстані 4 км від Каховського водосховища. Через село проходить автомобільна дорога Т 0812.

## Населення

### Мова
Розподіл населення за рідною мовою за даними перепису 2001 року:
| Мова            | Кількість | Відсоток |
| --------------- | --------- | -------- |
| українська      | 446       | 90.65%   |
| російська       | 36        | 7.32%    |
| вірменська      | 6         | 1.22%    |
| румунська       | 2         | 0.41%    |
| білоруська      | 1         | 0.20%    |
| інші/не вказали | 1         | 0.20%    |
| Усього          | 492       | 100%     |

## Історія
- 1900 (за іншими даними 1898) — рік заснування.
- 12 червня 2020 року, відповідно до Розпорядження Кабінету Міністрів України від № 713-р «Про визначення адміністративних центрів та затвердження територій територіальних громад Запорізької області», увійшло до складу Василівської міської громади[2].
- 19 липня 2020 року, в результаті адміністративно-територіальної реформи та ліквідації колишнього Василівського району (1923—2020), село увійшло до складу новоутвореного Василівського району[3].

## Об'єкти соціальної сфери
- Школа I—II ступенів.
- Дитячий садочок.
- Фельдшерсько-акушерський пункт.